# ピアノ協奏曲第1番 (ヒナステラ)
ピアノ協奏曲第1番 作品28は、アルベルト・ヒナステラが1961年に完成したピアノ協奏曲。

## 概要
クーセヴィツキー財団の委嘱により書かれ、1961年に完成された。初演は1961年4月22日にワシントンD.C.において、ジョアン・カルロス・マルティンスの独奏、ハワード・ミッチェル指揮、ワシントン・ナショナル交響楽団によって行われた。ヒナステラがピアノのために作品を書くのは、1952年のピアノソナタ第1番 作品22以来のことだった。作品はセルゲイとナタリー・クーセヴィツキーの想い出に捧げられている。
ヒナステラは自らの創作第3期を『新印象主義』と定義し、アルゼンチンからの霊感は棄却しないながらもベルクやシェーンベルクの技法に近づいていった。その影響を示すかのように、本作にも部分的に十二音技法が使用されている。

## 楽器編成
ピアノ独奏、フルート2、ピッコロ、オーボエ2、コーラングレ、クラリネット2、小クラリネット、バスクラリネット、ファゴット2、コントラファゴット、ホルン4、トランペット3、トロンボーン3、テューバ、ティンパニ、5人の打楽器奏者、ハープ、チェレスタ、弦五部。

## 楽曲構成
全4楽章から成り、演奏には約25分を要する。
第1楽章 Cadenza e varianti
12音音列から成る管弦楽の和音の鋭いクレッシェンドに続き、ピアノがフランツ・リストを彷彿とさせるようなオクターヴの奏法で入ってきて12音の配列を示す。第1楽章はこの音列を基に構成されていく。冒頭のオーケストラの和音も音列を用いて作られていたものである。ピアノの超絶技巧によるカデンツァが管弦楽付きで繰り広げられ、次第に静まっていって変奏へ移行する。合計で10の変奏が続く。変奏は静かな最初の2つに続いて続く2つで技巧を盛り込み、第6、第7変奏では神秘的な趣を見せたかと思うと、第9、第10変奏は暴力的に振る舞う。猛烈なコーダを経て楽章を閉じる。
第2楽章 Scherzo allucinante 6/16拍子
作曲者自身は「非常に素早く、ピアニッシモの音量で通して演奏される」と説明している。5つの部分から構成されるが、それらがアーチ形の構造を取っている。その頂点ではホルン、ピアノ、打楽器の音量が増大するため、上記ヒナステラの説明は必ずしも正しくはない。94小節の管弦楽のみの部分が先行し、ピアノが入るとアルペッジョ、トリル、重音を奏していく。その後は当初の超常的な雰囲気を取り戻し、弱音で終結する。
第3楽章 Adagissimo
3つの部分から成る。12小節のヴィオラのソロで幕を開け、やがてオーケストラのトゥッティが応答する。20小節目からピアノが入り、情熱と悲愴さを増して展開すると、やはりオーケストラが応える。途中でベートーヴェンのピアノ協奏曲第4番の第2楽章の引用があり、最後は12音音列から導かれた弦楽器の半音階にピアノが短く応じて結ばれる。
第4楽章 Toccata concertata
7つの部分で構成されるロンド形式。開始主題が4回繰り返される間に3つのエピソードが挿入される形である。ここでは12音音列は脇に置かれ、「マランボ」を思い返すような活発な楽想が繰り広げられる。ピアノと打楽器を伴った管弦楽が激しく主従を交代していき、コーダはフォルテ4つ（ffff）でさらに熱量を増す中でピアノが管弦楽に不協和音を叩きつけて終わりを迎える。

## 評価
2016年のセルジオ・ティエンポとロサンジェルス・フィルハーモニックの演奏評として、『ロサンゼルス・タイムズ』紙のマーク・スウェッドは本作を「冷酷主義者の作品、魔法のようなレアリズム」と呼び、次のように述べている。「曲が少しアルゼンチンのバルトーク過ぎるように思われる雰囲気を醸す打楽器的な瞬間もあるが、不気味な熱帯雨林の奇妙さを尋常でなく喚起させたり、打楽器の見事にはね回る部分もある。大規模な独奏部分はセルジオ・ティエンポが恐れなく弾き切り、このベネズエラはその忘れがたいジャズ風の瞬間から鍵盤の色彩の大爆発に至るまでを明らかにするために生を受けたかのようであった。」『ニューヨーク・タイムズ』紙も同様に「この協奏曲の断続的なリズムはヒナステラのいきいきした無調の語法を近づきやすいもの、理解しやすいものと思わせてくれる。ピアノのぶちまけるような動きは（中略）弦の優美な囁きの中へ倒れこんでいく。」

## 編曲
本作の第4楽章のロックバンド用編曲が、1970年代にプログレッシブ・ロックとクラシック音楽を融合させたグループであるエマーソン・レイク・アンド・パーマーのアルバム『恐怖の頭脳改革』に収められている。
『ローリング・ストーン』誌は彼らの編曲を「精力的でおどけている」と表現している。